# Civiasco
Civiasco est une commune italienne de moins de 1 000 habitants située dans la province de Verceil dans la région Piémont dans le nord-ouest de l'Italie.

## Personnalités liées
- Emma Morano (1899-2017), supercentenaire italienne, doyenne de l'humanité, y est née.

## Administration
| Période                                  | Période | Identité | Étiquette | Qualité |
| ---------------------------------------- | ------- | -------- | --------- | ------- |
|                                          |         |          |           |         |
| Les données manquantes sont à compléter. |         |          |           |         |

### Communes limitrophes
Arola, Cesara, Madonna del Sasso, Varallo Sesia